# Andrena violae
Andrena violae är en biart som beskrevs av Robertson 1891. Andrena violae ingår i släktet sandbin, och familjen grävbin. Inga underarter finns listade i Catalogue of Life.